# カブ・スワンソン
カブ・スワンソン（Cub Swanson、1983年11月2日 - ）は、アメリカ合衆国の男性総合格闘家。カリフォルニア州パームスプリングス出身。ジャクソンズMMA所属。

## 来歴
メキシコ系アメリカ人の母親とスウェーデン系アメリカ人の父親の間に生まれる。生後3か月にして父親を喪う。
19歳の頃にブラジリアン柔術を始め、小児医療施設の仕事と両立させる。
2004年プロ総合格闘家デビュー。

### WEC
2007年3月24日、WEC初参戦となったWEC 26でトミー・リーと対戦し、1Rギロチンチョークで一本勝ち。
2007年12月12日、WEC 31でジェンス・パルヴァーと対戦し、開始35秒で一本負け。
2008年12月3日、WEC 37で高谷裕之と対戦し、判定勝ち。ファイト・オブ・ザ・ナイトに選ばれた。
2009年6月7日、WEC 41でジョゼ・アルドと対戦し、跳び膝蹴りを受けて開始8秒でTKO負け。

### UFC
2010年にWECがUFCに統合され、スワンソンはUFC Live: Sanchez vs. Kampmannでエリック・コクと対戦する予定であったが、練習中の怪我により負傷欠場。コクとの対戦はUFC 132に延期されたがスワンソンが再び負傷欠場。結果的にスワンソンは一年間試合から遠ざかった。
2011年11月12日、UFC初戦となったUFC on FOX 1でリカルド・ラマスと対戦。2Rにギロチンチョークを狙った所を逆に肩固めを極められ一本負け。
2012年9月22日、UFC 152でチャールズ・オリベイラと対戦し、右フックでKO勝ち。ノックアウト・オブ・ザ・ナイトを受賞し、3試合連続KO勝ちとなった。
2013年2月16日、UFC on Fuel TV 7でフェザー級ランキング7位のダスティン・ポイエーと対戦し、3-0の判定勝ち。
2013年7月6日、UFC 162でフェザー級ランキング6位のデニス・シヴァーと対戦し、3RTKO勝ち。5連勝となり、試合後にはタイトル挑戦に意欲を見せた。
シヴァー戦で負った肘の回復具合が思わしくなく手術を受け、1年間のブランクを作った。
2014年6月28日、およそ1年ぶりの試合となったUFC Fight Night: Swanson vs. Stephensでフェザー級ランキング11位のジェレミー・スティーブンスと対戦し、判定勝ち。ファイト・オブ・ザ・ナイトを受賞した。
2014年11月22日、UFC Fight Night: Edgar vs. Swansonでフェザー級ランキング3位のフランク・エドガーと対戦し、5R終了直前にリアネイキドチョークで一本負け。連勝は6でストップした。
2015年4月18日、UFC on FOX 15でフェザー級ランキング9位のマックス・ホロウェイと対戦し、ギロチンチョークで一本負け。
2016年4月16日、UFC on FOX 19でフェザー級ランキング10位のハクラン・ディアスと対戦し、3-0の判定勝ち。
2016年8月6日、UFC Fight Night: Rodriguez vs. Caceresでフェザー級ランキング14位の川尻達也と対戦し、3-0の判定勝ち。
2016年12月10日、UFC 206でフェザー級ランキング11位のチェ・ドゥホと対戦。ダウンの奪い合いとなる激戦を制し3−0の判定勝ち。ファイト・オブ・ザ・ナイトを受賞した。
2017年4月22日、UFC Fight Night: Swanson vs. Lobovでアルテム・ロボフと対戦し、3-0の判定勝ち。ファイト・オブ・ザ・ナイトを受賞した。
2017年12月9日、UFC Fight Night: Swanson vs. Ortegaでフェザー級ランキング6位のブライアン・オルテガと対戦し、ギロチンチョークで一本負け。ファイト・オブ・ザ・ナイトを受賞した。
2018年4月21日、UFC Fight Night: Barboza vs. Leeでフェザー級ランキング3位のフランク・エドガーと3年半ぶりに再戦し、0-3の判定負け。
2018年8月4日、UFC 227でフェザー級ランキング10位のヘナート・モイカノと対戦し、パンチでダウンを奪われリアネイキドチョークで一本負け。
2019年5月4日、UFC Fight Night: Iaquinta vs. Cowboyでシェーン・ブルゴスと対戦し、1-2の判定負け。4連敗となった。
2019年10月12日、UFC Fight Night: Joanna vs. Watersonでクロン・グレイシーと対戦し、3-0の判定勝ち。ファイト・オブ・ザ・ナイトを受賞した。
2021年5月1日、UFC on ESPN: Reyes vs. Procházkaでフェザー級ランキング14位のギガ・チカゼと対戦し、左ミドルキックでダウンを奪われパウンドで1RTKO負け。
2021年12月18日、UFC Fight Night: Lewis vs. Daukausでダレン・エルキンスと対戦し、右スピニングバックキックで1RTKO勝ち。パフォーマンス・オブ・ザ・ナイトを受賞した。
2022年10月15日、バンタム級転向初戦となったUFC Fight Night: Grasso vs. Araújoでジョナサン・マルチネスと対戦し、左ローキックでダウンを奪われパウンドで2RTKO負け。
2024年6月29日、UFC 303でアンドレ・フィリと対戦し、1-2の判定負け。敗れはしたものの、ファイト・オブ・ザ・ナイトを受賞した。
2024年12月14日、UFC on ESPN: Covington vs. Buckleyでビリー・クアランティーロと対戦し、右ストレートで3RKO勝ち。2試合連続のファイト・オブ・ザ・ナイトを受賞した。

## 人物・エピソード
- プロボクサーのティモシー・ブラッドリーとは高校の同級生であり、一緒にトレーニングをしている。またトレーナーも同じジョエル・ディアスがついている[9]。

## 戦績
| 総合格闘技 戦績 | 総合格闘技 戦績 | 総合格闘技 戦績 | 総合格闘技 戦績 | 総合格闘技 戦績 | 総合格闘技 戦績 | 総合格闘技 戦績 |
| --------------- | --------------- | --------------- | --------------- | --------------- | --------------- | --------------- |
| 44 試合         | (T)KO           | 一本            | 判定            | その他          | 引き分け        | 無効試合        |
| 30 勝           | 14              | 4               | 12              | 0               | 0               | 0               |
| 14 敗           | 3               | 7               | 4               | 0               | 0               | 0               |

| 勝敗 | 対戦相手                   | 試合結果                                | 大会名                                 | 開催年月日     |
| ○    | ビリー・クアランティーロ   | 3R 1:36 KO（右ストレート）              | UFC on ESPN 63: Covington vs. Buckley  | 2024年12月14日 |
| ×    | アンドレ・フィリ           | 5分3R終了 判定1-2                       | UFC 303: Pereira vs. Procházka 2       | 2024年6月29日  |
| ○    | ハキーム・ダオドゥ         | 5分5R終了 判定3-0                       | UFC on ESPN 51: Luque vs. dos Anjos    | 2023年8月12日  |
| ×    | ジョナサン・マルチネス     | 2R 4:19 TKO（左ローキック→パウンド）    | UFC Fight Night: Grasso vs. Araújo     | 2022年10月15日 |
| ○    | ダレン・エルキンス         | 1R 2:12 TKO（右スピニングバックキック） | UFC Fight Night: Lewis vs. Daukaus     | 2021年12月18日 |
| ×    | ギガ・チカゼ               | 1R 1:03 TKO（左ミドルキック→パウンド）  | UFC on ESPN 23: Reyes vs. Procházka    | 2021年5月1日   |
| ○    | ダニエル・ピネダ           | 2R 1:52 KO（右ストレート→パウンド）     | UFC 256: Figueiredo vs. Moreno         | 2020年12月12日 |
| ○    | クロン・グレイシー         | 5分3R終了 判定3-0                       | UFC Fight Night: Joanna vs. Waterson   | 2019年10月12日 |
| ×    | シェーン・ブルゴス         | 5分3R終了 判定1-2                       | UFC Fight Night: Iaquinta vs. Cowboy   | 2019年5月4日   |
| ×    | ヘナート・モイカノ         | 1R 4:15 リアネイキドチョーク            | UFC 227: Dillashaw vs. Garbrandt 2     | 2018年8月4日   |
| ×    | フランク・エドガー         | 5分3R終了 判定0-3                       | UFC Fight Night: Barboza vs. Lee       | 2018年4月21日  |
| ×    | ブライアン・オルテガ       | 2R 3:22 ギロチンチョーク                | UFC Fight Night: Swanson vs. Ortega    | 2017年12月9日  |
| ○    | アルテム・ロボフ           | 5分5R終了 判定3-0                       | UFC Fight Night: Swanson vs. Lobov     | 2017年4月22日  |
| ○    | チェ・ドゥホ               | 5分3R終了 判定3-0                       | UFC 206: Holloway vs. Pettis           | 2016年12月10日 |
| ○    | 川尻達也                   | 5分3R終了 判定3-0                       | UFC Fight Night: Rodriguez vs. Caceres | 2016年8月6日   |
| ○    | ハクラン・ディアス         | 5分3R終了 判定3-0                       | UFC on FOX 19: Teixeira vs. Evans      | 2016年4月16日  |
| ×    | マックス・ホロウェイ       | 3R 3:58 ギロチンチョーク                | UFC on FOX 15: Machida vs. Rockhold    | 2015年4月18日  |
| ×    | フランク・エドガー         | 5R 4:56 ネッククランク                  | UFC Fight Night: Edgar vs. Swanson     | 2014年11月22日 |
| ○    | ジェレミー・スティーブンス | 5分5R終了 判定3-0                       | UFC Fight Night: Swanson vs. Stephens  | 2014年6月28日  |
| ○    | デニス・シヴァー           | 3R 2:24 TKO（右フック→パウンド）        | UFC 162: Silva vs. Weidman             | 2013年7月6日   |
| ○    | ダスティン・ポイエー       | 5分3R終了 判定3-0                       | UFC on Fuel TV 7: Barao vs. McDonald   | 2013年2月16日  |
| ○    | チャールズ・オリベイラ     | 1R 2:40 KO（右フック）                  | UFC 152: Jones vs. Belfort             | 2012年9月22日  |
| ○    | ロス・ピアソン             | 2R 4:14 TKO（左フック→パウンド）        | UFC on FX 4: Maynard vs. Guida         | 2012年6月22日  |
| ○    | ジョージ・ループ           | 2R 2:22 TKO（右フック→パウンド）        | UFC on FOX 2: Evans vs. Davis          | 2012年1月28日  |
| ×    | リカルド・ラマス           | 2R 2:16 肩固め                          | UFC on FOX 1: Velasquez vs. dos Santos | 2012年11月12日 |
| ○    | マッケンス・セメルジエール | 5分3R終了 判定2-1                       | WEC 52: Faber vs. Mizugaki             | 2010年11月11日 |
| ×    | チャド・メンデス           | 5分3R終了 判定0-3                       | WEC 50: Cruz vs. Benavidez 2           | 2010年8月18日  |
| ○    | ジョン・フランチ           | 3R 4:50 ギロチンチョーク                | WEC 44: Brown vs. Aldo                 | 2009年11月18日 |
| ×    | ジョゼ・アルド             | 1R 0:08 TKO（跳び膝蹴り→パウンド）      | WEC 41: Brown vs. Faber 2              | 2009年6月7日   |
| ○    | 高谷裕之                   | 5分3R終了 判定3-0                       | WEC 37: Torres vs. Tapia               | 2008年12月3日  |
| ○    | ドニー・ウォーカー         | 3R 1:24 裸絞め                          | IFBL: Fight Night 11                   | 2007年12月23日 |
| ×    | ジェンス・パルヴァー       | 1R 0:35 ギロチンチョーク                | WEC 31: Faber vs. Curran               | 2007年12月12日 |
| ○    | ミカ・ミラー               | 5分3R終了 判定3-0                       | WEC 28: Faber vs. Farrar               | 2007年6月3日   |
| ○    | トミー・リー               | 1R 3:17 ギロチンチョーク                | WEC 26: Condit vs. Alessio             | 2007年3月24日  |
| ○    | チャック・キム             | 1R 4:51 KO（パンチ）                    | Beatdown in Bakersfield                | 2006年11月17日 |
| ○    | チャーリー・ヴァレンシア   | 1R 4:52 TKO（パンチ）                   | KOTC: BOOYAA                           | 2006年10月13日 |
| ○    | リチャード・モンタノ       | 5分2R終了 判定3-0                       | KOTC: Rapid Fire                       | 2006年8月4日   |
| ○    | シャノン・グジャーティ     | 2R 3:40 TKO（パンチ）                   | Total Combat 13: Anarchy               | 2006年3月11日  |
| ○    | フェルナンド・アレオラ     | 1R 3:21 TKO（パンチ）                   | KOTC 63: Final Conflict                | 2005年12月2日  |
| ○    | マイク・コーリー           | 2R 2:52 TKO（カット）                   | KOTC 61: Flash Point                   | 2005年9月23日  |
| ○    | アーマンド・サンチェス     | 1R 1:59 TKO（パンチ）                   | KOTC 58: Prime Time                    | 2005年8月5日   |
| ○    | マーティン・バウチスタ     | 2R リアネイキドチョーク                 | Total Combat 7                         | 2005年1月29日  |
| ○    | ジョー・モラレス           | 1R 2:28 TKO（パンチ）                   | Total Combat 6                         | 2004年10月24日 |
| ×    | シャノン・グジャーティ     | 1R リアネイキドチョーク                 | Total Combat 4                         | 2004年7月25日  |

## 表彰
- ブラジリアン柔術 黒帯
- UFC ファイト・オブ・ザ・ナイト（5回）
- UFC パフォーマンス・オブ・ザ・ナイト（1回）
- UFC ノックアウト・オブ・ザ・ナイト（2回）
- UFC殿堂入り（試合部門・UFC 206）
- WEC ファイト・オブ・ザ・ナイト（3回）